# Första kammarens nationella parti
Första kammarens nationella parti, Nationella partiet, var ett konservativt riksdagsparti som bildades 1912 genom en sammanslagning av Förenade högerpartiet och Första kammarens moderata parti.
Ernst Trygger var ordförande 1913–1923 och 1924–1933. Partiet gick 1935 samman med Lantmanna- och Borgarpartiet under namnet Högerns riksdagsgrupp.

## Partiordförande
- Gottfrid Billing 1912
- Ernst Trygger 1913-1923
- Johan Nilsson i Skottlandshus 1923
- Axel Vennersten 1924
- Ernst Trygger 1924-1933
- Johan Bernhard Johansson i Fredrikslund 1934-1935